# Ангулем (округ)
Ангулем (фр. Angoulême) — округ (фр. Arrondissement) во Франции, один из округов в регионе Пуату — Шаранта. Департамент округа — Шаранта. Супрефектура — Ангулем.
Население округа на 2006 год составляло 191 609 человек. Плотность населения составляет 58 чел./км². Площадь округа составляет всего 3320 км².